# شسل
شسل (به آلمانی: Scheeßel) یک شهر در آلمان است که در روتنبورگ واقع شده‌است. شسل ۱۲٬۸۶۸ نفر جمعیت دارد.

## خواهرخوانده
شهرهای توکومس و Teterow خواهرخوانده‌های شسل هستند.